# توربين فرانك
توربين فرانك (بالدنماركية: Torben Frank)‏ (16 يونيو 1968 في كوبنهاغن) لاعب كرة قدم دنماركي معتزل كان يجيد اللعب في مركز المهاجم. لعب في أكبر الأندية الدانماركية لينغبي وبروندبي وفاز ببطولة دوري الدرجة الممتازة أربع مرات بالإضافة إلى مشاركته مع منتخب الدنمارك في 5 مباريات دولية وكان ضمن التشكيلة التي شاركت في بطولة كأس الأمم الأوروبية لكرة القدم 1992 التي أقيمت في السويد وتوج فيها بطلا.
بدأ فرانك مسيرته الرياضية في نادي فالينسبايك. في سنة 1986 وقع على أول عقد احترافي مع نادي بروندبي حيث فاز معه ببطولة دوري الدرجة الممتازة 3 مرات. انتقل إلى غريمه نادي لينغبي في يناير 1991. في شهر أبريل شارك في أول مباراة دولية مع منتخب الدانمارك أمام منتخب بلغاريا وديا كما ساهم في الفوز ببطولة دوري الدرجة الممتازة سنة 1992. شارك في بطولة كأس الأمم الأوروبية لكرة القدم 1992 حيث شارك في مباراتين من أصل 5 مباريات وتوج فيها بطلا.
بعد نهاية البطولة وافق على الانضمام إلى نادي ليون الفرنسي ولكنه تعرض للإصابة في الفترة التحضيرية ولم يلعب أي مباراة مع ناديه الجديد. قاد نادي ليون حملة على الاتحاد الدولي لكرة القدم لفسخ العقد حتى نجح في مسعاه. في سنة 1995 انتقل فرانك إلى نادي لينغبي من دون أن يبلى من الإصابة ثم انتقل إلى نادي فريم سنة 1997 ثم انتقل إلى نادي كوغي حيث انتهى مسيرته الرياضية كلاعب في سنة 1998.

## روابط خارجية
- توربين فرانك على موقع قاعدة بيانات كرة القدم.إي يو (الإنجليزية)
- توربين فرانك على موقع ليكيب (الفرنسية)
- توربين فرانك على موقع ناشيونال فوتبول تيمز (الإنجليزية)
- توربين فرانك على موقع Soccerway.com (الإنجليزية)
- توربين فرانك على موقع عالم كرة القدم.نت (الإنجليزية)